# خانه کباری
خانه کباری مربوط به دوره قاجار است و در جنوب غربی فردوس، خیابان رسالت، کوچه دهم، محله سردشت واقع شده و این اثر در تاریخ ۶ اسفند ۱۳۸۵ با شمارهٔ ثبت ۱۷۴۱۵ به‌عنوان یکی از آثار ملی ایران به ثبت رسیده است.